# Сергеевка (Мелеузовский район)
Сергеевка (Саргай; баш. Һәргәй) — деревня в Мелеузовском районе Республики Башкортостан Российской Федерации. Входит в состав Нугушевского сельсовета. Живут башкиры.

## География
Расположено на берегу Нугушского водохранилища, на территории национального парка «Башкирия».

### Географическое положение
Расстояние до:
- районного центра (Мелеуз): 46 км,
- центра сельсовета (Нугуш): 7 км,
- ближайшей ж/д станции (Мелеуз): 46 км.

## Топоним
Сергеевка — транскрипция башкирского названия деревни баш. Һәргәй

## Население
| 2002 | 2009 | 2010 |
| ---- | ---- | ---- |
| 198  | ↗220 | ↘191 |

### Национальный состав
Согласно переписи 2002 года, преобладающая национальность — башкиры (100 %).

## Известные уроженцы
- Галим Давледи (9 апреля 1936 — 15 апреля 2016) — советский и российский башкирский поэт, писатель, переводчик и журналист, член Союза писателей Башкирской АССР (1968), лауреат премий имени Сергея Чекмарёва (1987) и Булата Рафикова (2005)[6].